# Ner (dopływ Prosny)
Ner – struga w środkowej Polsce, lewy dopływ Prosny o długości ok. 15 km. Płynie przez Wysoczyznę Kaliską w województwie wielkopolskim. 
Struga ma swoje źródło na obszarze wsi Kowalew między ulicami Fabianowską a Kowalewiec i początkowo płynie w kierunku północno-zachodnim. Na wysokości Suchorzewa zmienia kierunek na północno-wschodni, by na wysokości Piekarzewa obrać kierunek wschodni. Przez centrum Pleszewa przepływa w kanale, który zaczyna biec prostopadle do ul. Lipowej i dalej w kierunku wschodnim. Ulica Strumykowa stanowi pozostałość koryta cieku. Za elewatorem wypływa na powierzchnię. Dawniej w Pleszewie istniały cztery mosty. Za Pleszewem obiera kierunek północno-wschodni i uchodzi do Prosny pomiędzy miejscowościami Rokutów i Turowy. Na całej długości przyjmuje wody mniejszych cieków. Nazwa Ner pojawiła się w XIX wieku, wcześniej ciek nazywano Radobycz.
Miejscowości położone nad Nerem:
- Kowalew
- Pleszew
- Brzezie
- Zawady